# Borís Feldman
Borís Mirónovich Feldman (ruso: Борис Миронович Фельдман) (Pinsk, 1890 - Moscú, 12 de junio de 1937) fue un militar del Ejército Rojo que alcanzó el grado de Komkor y que fue fusilado.

## Biografía
Nació en 1890 en Pinsk, en la Gubernia de Minsk, en el seno de una familia de origen judío. En 1920 entró en partido bolchevique. 
Desde julio de 1934, es el jefe de la Administración de personal del Ejército Rojo. Ascendió al grado de Komkor en 1935.
A principios de 1937 es nombrado jefe de la Administración de Estado Mayor del Ejército Rojo. El 15 de abril de 1937 es nombrado subjefe del Distrito Militar de Moscú (en:Moscow Military District).

### Dentención e interrogatorio
Es detenido el 15 de mayo de 1937 en relación con el Caso Tujachevsky. En el interrogatorio, le son aplicados “métodos físicos de acción”, con los que implica a G.A. Osepyán (Г.А.Осепян), A.I. Gekker (А.И. Геккер), B.C. Gorbachov (B.C. Горбачёв), I.S. Kutyakov (И.С. Кутяков) entre otros, y con sus declaraciones el NKVD concluye que son pruebas de cargo contra los mismos de su participación en el complot. En estas declaraciones, el propio Feldman se reconoce culpable de organizar un complot en el Ejército Rojo para derribar el régimen soviético mediante disturbios armados, y provocar la derrota de la URSS en una futura guerra.
Antes de la detención de Feldman, habían sido ya detenidos Schmidt y Kuzmichov, y recientemente Primakov, Putna y Zyuk.

#### Circunstancias históricas
En la Guerra Civil Rusa, Trotski asume el papel de organizador del Ejército Rojo de diversas bandas poco organizadas de voluntarios en un ejército disciplinado y eficaz. El papel de Stalin como comisario político en la contienda, no parece destacarse con especial relevancia, siendo en algunos casos evaluada como contraproducente, pero en todo caso, la historia posterior es reescrita atribuyendo el papel central y único a Stalin en la victoria en la Guerra Civil Rusa, coincidiendo con la eliminación política de los héroes y personajes destacados, que en la mayoría de los casos se realizó con una eliminación física.

Había un general acuerdo sobre la valoración del liderazgo y talento militar del Comisario del Pueblo de Defensa, Voroshílov, que publica en 1929 el libro “Camarada Stalin y el Ejército Rojo”, en el que prueba obviamente lo necesario en ese momento y lugar: El Camarada Stalin es el fundador del Ejército Rojo, y el único general brillante en la Guerra Civil. Simplemente un Genio Militar.

##### Guerra Civil Rusa
En la Guerra Polaco-Soviética, en la fracasada ofensiva de Varsovia dirigida por Mijaíl Tujachevsky, que cambió el signo de la guerra radicalmente en contra de los soviéticos, se atribuye un papel oscuro a Stalin, que en contravención de las órdenes de dirigir las tropas de las que era comisario polític, en dirección a Varsovia, las concentró en el fallido asedio de Leópolis. Parece que estos hechos, entre otros muchos, nunca fueron olvidados por Stalin:

Tujachevsky ordenó a los jefes del frente sud-occidental girar hacia el norte, hacia Lublin, y proteger el flanco izquierdo de las fuerzas rusas, en la batalla decisiva por el Vístula.(...) A pesar de eso, por instrucciones de Stalin, Budyonny y Voroshílov, y también el jefe del segundo ejército, desobedecieron estas órdenes militares. El cuerpo de caballería continuó su avance hacia Lvov.(...), mientras los polacos ponían todas sus fuerzas en la brecha de Lublin, el ejército de Budyonny trabajaba en el vacío de Lvov.

(...) El mariscal Pilsudski declara en sus memorias que la falta de Budyonny para unirse con Tujachevsky fue el factor decisivo en la guerra.(...) Ni Tujachevsky ni Stalin olvidaron nunca la campaña polaca. En una serie de estudios entregados a la Academia de Guerra y publicados en forma de libro en 1923, Tujachevsky comparaba la conducta de Stalin en Lvov con la del general zarista Rennenkampft en la desastrosa Batalla de Tannenberg, en 1914. (...) Stalin nunca perdonó a Tujachevsky aquella contribución a su biografía. Dando tiempo al tiempo, este hombre ha tomado su revancha sobre todos los que criticaron su vida. Tujachevsky no había de ser la única excepción.

##### Lucha por el poder entre Trotski y Stalin
Terminada la Guerra Civil Rusa, antes del fallecimiento de Lenin, Trotski y Stalin se preparaban para la sucesión, y en vista a los resultados posteriores, Stalin jugó mejor sus cartas para hacerse con el poder, con alianzas puntuales con unos u otros dirigentes bolcheviques.
En 1927 Stalin consigue la expulsión de Trotski del partido, y posteriormente incluso del país. Con la caída de Trotski, se inicia la eliminación gradual de los dirigentes revolucionarios de 1917, habitualmente acusados de “desviacionismo”, es decir, interpretación “distintas” a la “verdadera” de las teorías de Lenin.

##### Gran Purga
El caso contra Zinóviev y Bujarin, aliados de Stalin en su pugna con Trotski, acusados de “derechismo desviacionista” y “trotskismo”, marca el punto álgido de la Gran Purga, pasando la eliminación gradual de “desviasionistas” a una destitución o eliminación masiva de cargos y dirigentes.

El mundo occidental nunca comprendió que los espectaculares juicios soviéticos no eran tales juicios: no eran más que armas de guerra política. Nadie en el círculo interno de los Soviets, desde el advenimiento de Stalin, ha considerado jamás un juicio soviético, con sus dramáticas confesiones, como otra cosa que un recurso político, ni ha creído que esto tuviese la menor relación con la administración de justicia.(...)
(...)La tarea de Stalin era la de suprimir a todos los líderes potenciales de cualquier movimiento para desplazarle del mando. Por esta razón, Stalin obró con más calma. Avanzó hacia su objetivo pulgada a pulgada, asegurándose a cada paso de que contaba con fuerzas armadas en quienes confiar.

##### Stalin y el ejército

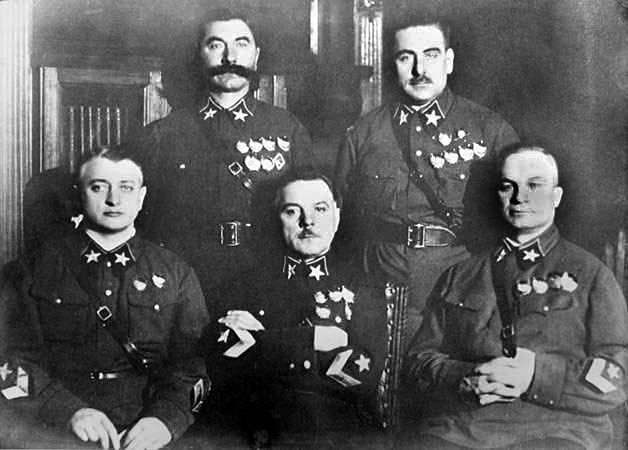
Los 5 marislaces de la Unión Soviética en 1937: Mijaíl Tujachevsky, Semyon Budyonny, Kliment Voroshílov, Vasili Blücher y Aleksandr Yegórov. Solo sobrevivirán a las purgas Budyonny y Voroshílov, que después serán apartados por incompetencia en el mando una vez iniciada la guerra

El Ejército Rojo, como una creación de Trotski, fue el caldo de cultivo durante la Guerra Civil de oficiales competentes salidos de la misma, y por tanto, esa misma habilitad y competencia era un posible caldo de cultivo para la aparición de un líder que pudiese entrar en conflicto o duda con el propio Stalin.
La evolución del ejército lo convirtió en altamente cualificado e innovador en sus planteamientos, y para su control Stalin promocionó a los más altos cargos a héroes de la guerra civil absolutamente fieles a su persona, con un liderazgo personal reducido para evitar cualquier tentación de rivalidad, aunque esto significase su absoluta incompetencia como se desmostraría en el inicio de la Segunda Guerra Mundial con Voroshílov y Budyonny, ejemplos de fidelidad absoluta a Stalin, y en el caso de Voroshílov, su completa ineptitud militar. Debido a esto, a la cantidad de veces que había sido puesto en evidencia y a los hechos como discurrieron, se atribuye un profundo odio hacia Tujachevsky por parte de Voroshílov.
En el intento de Stalin de controlar al ejército, fomentó la rivalidad entre los oficiales salidos del 1.º ejército soviético de Caballería que luchó en la guerra civil, siendo los más significativos Voroshílov y Budenny, y el resto de oficiales, muchos de ellos salidos de los Cosacos Rojos como Primakov, siempre más cercanos operativamente a Trotski. Desde que a Trotski se le obligó a dejar el control del ejército de 1925, Stalin jugó al equilibrio entre ambas facciones, hasta que en 1937 se decantó claramente por la del 1.º ejército.
El malestar de los altos mandos militares contra Voroshílov, por su completa ineficacia e ineptitud, conocida y comentada por todos, es prueba suficiente para el NKVD para sustentar las acusaciones de “complot militar”. La figura más prominente en los militares profesionales y competentes fue Mijaíl Tujachevsky, al que se atribuirá la organización de dicho complot. Una de las pruebas "irrefutables" presentadas en los interrogatorios, fueron el intento de mecanización de la mayoría de las divisiones, en detrimento a la tradicional "caballería", con la que se había ganado la guerra civil, y se "ganarían las siguientes".

#### Interrogatorio de Feldman

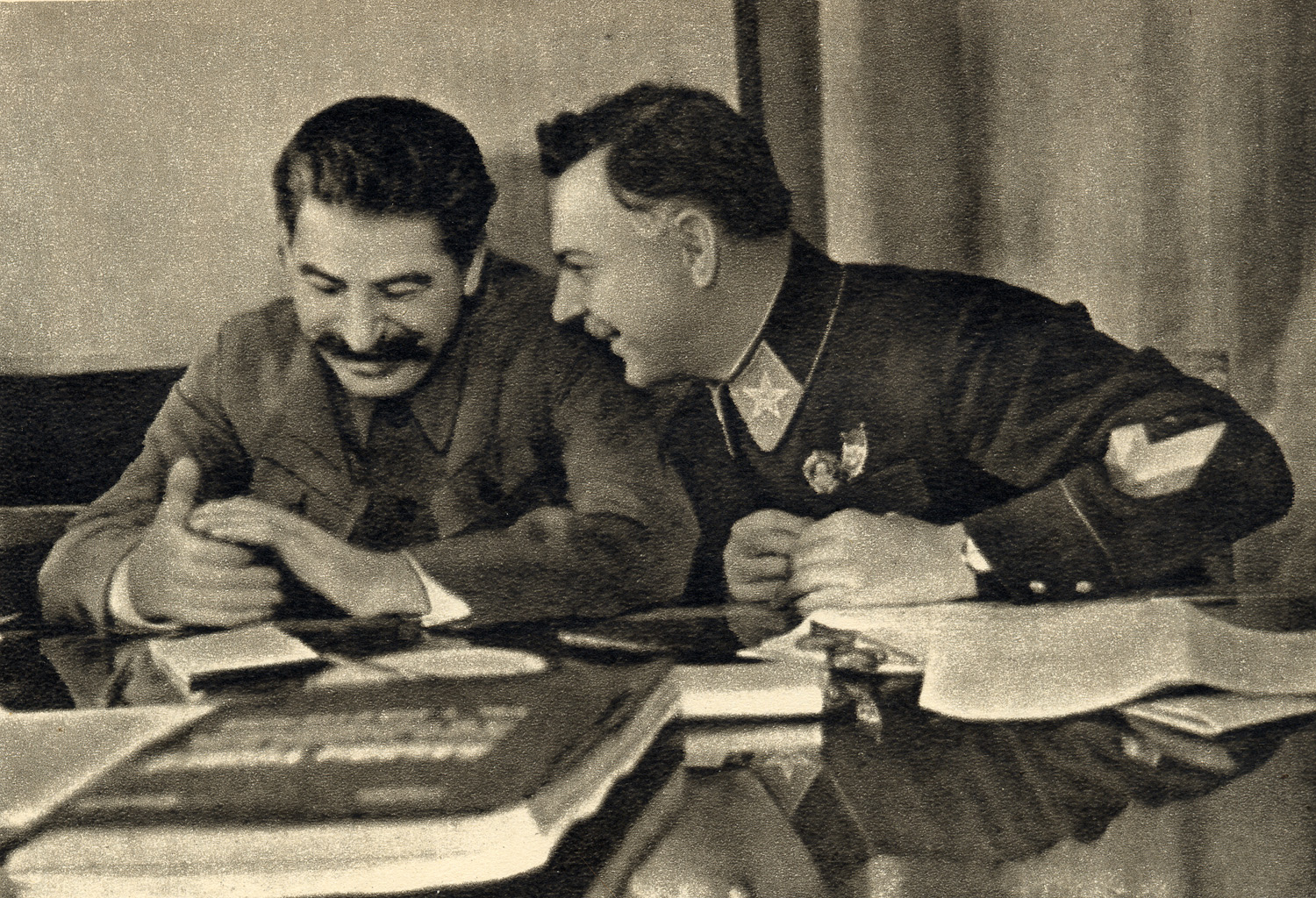
Stalin y Voroshílov en 1935. Voroshílov sirvió fielmente a Stalin, y este lo premió con los más altos honores. Ferviente y convencido comunista, incompetente y sin liderazgo, nunca fue visto por Stalin como posible rival, lo que fue la clave para su supervivencia y longevidad.

Es llevado a cabo por los miembros del NKVD Comisario de 2.º rango Leflevsky y el capitán Ushakov, este último especialista en torturas e interrogatorios, lo que no lo salvó de ser purgado al poco tiempo.
En los mismos se reconoce integrante de un “complot militar trotskista”, cuya implicación de inicia en 1932 cuando es reclutado por Tujachevsky, cuando este era jefe de Estado mayor en el Distrito Militar de Leningrado (Leningrad Military District). Reconoce haber criticado a Voroshílov, y que lo hicieron muchos otros altos oficiales, y que se le reconocían a Trotski méritos militares. Que el principal crítico era Tujachevsky, subjefe de Voroshílov en el Comisariado Popular para la Defensa, haciendo una relación de todos lo que recordaba. Esta relación será la prueba de cargo principal en los distintos juicios llevados contra casi todos los mencionados.
Feldman en su declaración afirma:

En el complot military-trotskista yo estuve involucrado desde inicios de 1932 en Moscú debido a Mijáil Nikoláevich Tujachevsky. Mi implicación en la organización fue anterior a mi alineación con Tujachevsky, cuando estuve como jefe de Estado Mayor del Distrito Militar de Leningrado, cuando Tujachevsky repetidamente hablaba expresando su disgusto por la administración del ejército llevada a cabo por Voroshílov. Enumeró muchos episodios de agravios personales, sobre subestimación de su importancia como especialista militar, sobre los hechos de los últimos años de la Guerra Civil, sobre el mando de los frentes, enumeró sus grandes méritos así como los de Trotsky en alta estima, y que actualmente lo habían relegado.

Poco después de la conversación antes referida, y después de aceptar en la participación en la lucha contra el liderazgo del partido, Tujachvesky a principios de 1932 en su oficina, me informó de la existencia de una organización militar contrarrevolucionaria trotskista, contándome el programa y las tareas, dando una completa serie de nombres de los participantes.

##### Participantes del complot
Feldman en su declaración nombra gran cantidad de nombres, tal como se refleja:

A principios de 1932 Tujachevsky me mencionó como participantes del complot militar-trotskista a Putna, Primakov, al Jefe de la Administración de Artillería Efímov. Después, a finales de 1932 añadió a Garkavy, Turovsky, Zyuk, Schmidt, Vasilenko, Potápov y otros, cuyos apellidos ahora no recuerdo.

##### Labor de reclutamiento
Tujachevsky le instó a colocar a gente de su confianza en los distintos puestos de mando en la industria militar, químico militar, administrativa, etc., sobre la base de su capacitación técnica, y no sobre la base de los funcionarios políticos del Comisariado de Defensa, lo que reconoce fue haciendo a lo largo del tiempo. Por ello, Feldman se autoinculpa de colocar trostskistas en esos puestos, mencionando al Jefe de Ingenieros Maksímov (Mаксимов) en 1933, al Jefe del 3.º Departamento del APPOG (АППОГ) a Olshansky (Oльшанский) en 1934, y en el mismo año como Jefe de la Academia de Ingenieros Smolin (Cмолин). A fines de 1934 Feldman afirma haber reclutado al Jefe de la escuela del VtsIK Egórov (Eгоров) y a Kutiakov (Kутяков), y por indicación de Tujachevsky, en 1935 recluta al jefe de Estado Mayor del Distrito Militar de Moscú,  Stepánov (Cтепанов). Feldman intentó reclutar al Jefe de la Administración Química Fishman (Фишман) y al Subjefe de Estado Mayor Levichev (Левичев), pero no lo consiguió, suponiendo que eso lo haría Tujachevsky.

Personalmente Tujachvesky me dio las indicaciones para la selección de las personas en los puestos de mando para colocar a antiguos trotskistas y para el reclutamiento de un pequeño pero efectivo grupo de funcionarios del aparato central del Comisariado de Defensa, indicando que sería muy útil poner varios funcionarios del control de ingeniería, química, mecánica-transporte, y estado mayor del Ejército Rojo. Yo le prometí el hacerlo gradualmente viendo la gente apropiada y tantearlos e implicarlos en la organización.

##### Implicación de Yakir y Kork
Feldman afirma que Tujachevsky le dijo que Iona Yakir, Jefe del Distrito Militar de Kiev  y Avgust Kork, exjefe del Distrito Militar de Moscú, y el exjefe del Distrito Militar de los Urales estaban descontentos (lo que significó afirmar que eran parte del complot). Que los ex-responsables de instrucción militar Ugrúmov y Chaikovsky fueron nombrados por Feldman a petición de Tujachevsky a la Escuela de Infantería de Kiev, para “Continuar con su trabajo anti-soviético”.

Sobre Yakir, Tujachevsky me dijo repetidamente que con este hombre estaba íntimamente ligado, mas aun, afirma que Yakir lidera siembre el movimiento contra el Estado Mayor del Ejército Rojo, y que puede participar en la organización así como sus reclutados. Él dijo que Yakir usa su gran confianza y autoridad entre los jefes de unidades, por lo que su participación en el complot es altamente estimada y que él, Tujachevsky, lo implicará necesariamente en el complot.

Feldman afirma que Tujachevsky había reclutado a Yakir entre finales de 1933 y principios de 1934, y que Feldman debía de apoyar todas las propuestas de Yakir, lo que hizo con el nombramiento del ex-trotskista Butirsky (Бутырский) y para el Estado Mayor a Germonius (Гермониус)  y Lavos (Лавос), no recordando más nombres.
Yakir le solicitó el nombramiento de Levinzon (Левинзон) para la jefatura de construcción de viviendas militares,  a pesar de no tener experiencia en ese campo. “La intención fue la creación de malestar, facilitando el reclutamiento para la organización”.
Tujachevsky le dijo a Feldman que Avgust Kork fue reclutado en las mismas fechas que Yakir, y que su misión era la de disminuir el entrenamiento militar y capacidad en la zona de Moscú.

En relación a Kork, Tujachevsky dijo que realiza el trabajo en el Distrito Militar de Moscú, y que el nivel de entrenamiento de combate en la región de Moscú es el pero comparado con otras regiones.

##### Implicación de Eideman y Uborévich
Feldman afirma que Tujachevsky ha conseguido integrar en la “organización” al jefe del Osoaviajim Robert Eideman, al ser esta organización importante para el trabajo “contrarrevolucionario”.

El año 1935 me dijo Tujachevsky que había tenido éxito en captar para el trabajo de nuestra organización al Jefe del Soviet Central del Osoaviajim, Eideman, y que esta era una importante sección en el desarrollo del trabajo contrarrevolucionario dentro de la organización pública Osoaviajim.

(...)Le hice la pregunta (a Tujachevsky), si había hablado con Uborévich sobre su implicación en la organización, su conocimiento, a lo que respondió que estaba muy ligado con Uborévich, su conocimiento, primero,  y segundo, que Uborévich al igual que Yakir, se ocupan en la línea de lucha contra el aparato central, (....)

##### Implicación de Primakov
Feldman afirma que Primakov mismo le dijo que pertenecía a la “organización”, y también Drarilev (Драгилев), exjefe de la defensa aérea de Leningrado, así como Kóshelev (Кошелев) y  Bayusha (Баюша), y el Jefe de la facultad de ingenieros navales Selivánov (Селиванов), 
Garkava (Гарькава) le dijo a Feldman que el jefe de la 65.º División Gavriushenko (Гаврюшенко),  el jefe de ingenieros militares Velezhev (Вележев) y otros encargados de construcción que no recuerda, fueron traspasados a Primakov como gente del grupo.
La misión de Primakov en íntima colaboración con Tujachevsky, afirma Feldman, es desde 1934, es la reducción de la capacidad combativa en las academias, hecho mediante la “revisión de programas de estudio” con objeto de “generar descontento”.

De sus encuentros con Primakov informó (Tujachevsky), que en su trabajo en la academia, y con ocasión de la revisión de programas e instalaciones que lleva a cabo, que había una gran descontento con estos en la academia. Tujachevsky informa sobre esta tarea, la cual se realiza con objeto de reducir nuestra capacidad de defensa. Le informé de su trabajo de reclutamiento de nueva gente y la colocación del personal trotskista.

##### Implicación de Schmidt

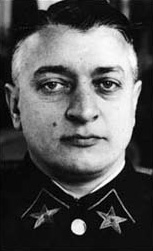
Mariscal de la Unión Soviética Mijaíl Tujachevsky, innovador de la guerra mecanizada moderna, fue enviado a estudiar a Alemania, y se encargó de las relaciones entre el Ejército Rojo y la Wehrmacht, lo que facilitó la creación de pruebas de "espionaje". No hay pruebas concluyentes que no estuviese implicado en algún complot, pero lo determinante fue realmente que "tenía capacidad para ello".

Feldman afirma que en 1935 Schmidt le informó personalmente en Moscú sobre las personas que ha reclutado en su brigada. Shchmidt en 1927, en el congreso en el que Trotski fue expulsado, siendo uno de sus más fervientes partidarios, dijo las palabras que Stalin nunca olvidaría: "Iré a Moscú a cortarle las orejas a Koba" (Koba es Stalin). Nunca fue olvidado, por más que adjurase de Trotski y el Trotskismo. Turovsky (Туровский) menciona con respecto al traslado de Zyuk (Зюк) al Distrito Militar de Járkov, que este había reclutado a mucha gente en la 25.º División. 
Shmidt es el contacto con el grupo del “Centro Trotskista Zinovista”, junto con Kuzmichov, siendo el contacto con Tujachevsky y Piatakov.

Sabida la participación en la organización de Shmidt y Kuzmichov, yo estuve extremadamente sorprendido y nervioso por este hecho, ya que la información de Tujachevsky  era que solamente él llevaba el contacto entre la organización militar y la civil, Tujachevsky por intermedio de Piatakov.

Dmitry Shmidt había sido ya arrestado el 5 de julio de 1936 y duramente torturado.

##### Impliación de Efímov y Piatakov
Feldman tuvo numerosas conversaciones con Efímov sobre artillería, almacenamiento de municiones, industria bélica, etc., y que lo hacía por indicación de Tujachevsky para “boicotear el adecuado desarrollo de la artillería”. 
Piatakov por orden de Tujachevsky en 1933, interfirió en la fabricación de nuevas piezas de artillería. Así mismo, Tujachevsky quería la reforma del tamaño de las divisiones  de infantería para su inoperatividad. Piatakov tenía muchos contactos con la industria armamentística, y colaboraba con Vasilievsky en el fraude.

A lo largo de noviembre de 1933, me dijo él, Tujachevsky, que tenía conexión y había hablaron con Piatakov para que siguiera nuestras órdenes, con la necesidad de retrasar la ejecución de la fabricación de nuevas piezas de artillería.

##### Implicación de Putna
Feldman afirma que Trotski estaba en contacto con Tujachvesky desde 1932, ignorando con quien, pero que desde 1934 el contacto era Vitovt Putna, agregado militar en Londres. Afirma también Feldman, que en 1935 con ocasión de la visita de Putna a Moscú, Tujachevsky le informa que “trae las directivas de Trotsky”, que debe de haber una íntima colaboración con la organización civil trotskista.

En 1934....... Tujavhevsky dijo que por medio de Putna mantuvo comunicación con Trotsky. En 1935...... Putna trajo las directivas de Trotsky (por escrito u oralmente, eso no me lo dijo), sobre el hecho que la organización militar debía íntimamente conspirar en conexión con la organización civil trotskista, ....

### Juicio y ejecución
Feldman es procesado por el artículo 58, apartados 58-1б, 58-8 y 58-11 del Código Criminal de RSFSR. En el juicio celebrado el 11 de junio en la Corte Militar del Tribunal Supremo de la URSS, junto con el Mariscal Mijaíl Tujachevsky y otros altos oficiales militares: Iona Yakir, Ieronim Uborévich, Robert Eideman, Avgust Kork, Vitovt Putna, y Vitaly Primakov (así como Yan Gamarnik, que se suicida antes del inicio de la investigación), todos ellos acusados de una conspiración antisoviética.
Los procesados fueron acusados de preparar el "derribo del gobierno por medio de levantamientos armados", la "derrota en la futura guerra", "espionaje y actividad dañina", "creación de grupos terroristas" y "preparación de actos terroristas contra los líderes del partido y del gobierno".
Sobre las detenciones, el General del OGPUKrivitsky escribió:

...Durante el tiempo que duró la purga ordenada por Stalin, el propio concepto de culpa se había perdido por completo. Las razones para la detención de un hombre no tenían relación alguna con los cargos que se le imputaban. Nadie esperaba que los tuvieran. Nadie los pedía. La  verdad llegó a estar por completo fuera de la razón.

El tribunal estaba presidido por Vasili Ulrij y estaba formado por los mariscales Vasili Blücher, Semión Budionni y los Generales Yákov Álksnis, Borís Sháposhnikov, Ivan Belov, Pavel Dibenko y Nikolái Kashirin. Solo Budyonny y Sháposhinkov sobrevivirán a las purgas siguientes, siendo el resto juzgados y ejecutados por "traidores".
Feldman se declaró culpable, siendo sentenciado a muerte y ejecutado acto seguido.
Es fusilado el 12 de junio de 1937 en Moscú, en el cementerio de Donskói, siendo su cuerpo incinerado en el crematorio de ese cementerio.
Fue rehabilitado póstumamente por Vista Judicial Especial del Tribunal Supremo de la URSS el 31 de enero de 1957, al no encontrar evidencia de delito.

## Enlaces
- Biografía de Feldman (En ruso)
- Memorial a los represaliados(en ruso)
- Biografía de Feldman (en ruso)
- Documento Nº 79; Acta del interrogatorio de Feldman el 19/05/1937 en Moscú (enlace roto disponible en Internet Archive; véase el historial, la primera versión y la última). (en ruso)

- Datos: Q887888
- Multimedia: Boris Mironovich Feldman / Q887888